# Kuopion Palloseura w europejskich pucharach
Występy w europejskich pucharach fińskiego klubu piłkarskiego Kuopion Palloseura.
Legenda do wszystkich tabel:
- Q – runda eliminacyjna, 1/16, 1/8, 1/4, 1/2 – odpowiednia faza rozgrywek, Grupa – runda grupowa, 1r gr – pierwsza runda grupowa, 2r gr – druga runda grupowa, F – finał, R – runda, PO – play-off
- k. – rzuty karne, los. – losowanie, Dogr. – dogrywka, w. – zasada bramek strzelonych na wyjeździe

## Wykaz spotkań pucharowych

### 1959–2000
| Sezon   | Rozgrywki                 | Runda | Przeciwnik          | Dom | Wyjazd | Ogólnie |
| ------- | ------------------------- | ----- | ------------------- | --- | ------ | ------- |
| 1959/60 | Puchar Europy             | Q     | Eintracht Frankfurt | w/o | w/o    | w/o     |
| 1967/68 | Puchar Europy             | Q     | AS Saint-Étienne    | 0–3 | 0–2    | 0–5     |
| 1969/70 | Puchar Zdobywców Pucharów | 1R    | Académica Coimbra   | 0–1 | 0–0    | 0–1     |
| 1975/76 | Puchar Europy             | 1R    | Ruch Chorzów        | 2–2 | 0–5    | 2–7     |
| 1976/77 | Puchar UEFA               | 1R    | Östers              | 3–2 | 0–2    | 3–4     |
| 1977/78 | Puchar Europy             | 1R    | Club Brugge         | 0–4 | 2–5    | 2–9     |
| 1978/79 | Puchar UEFA               | 1R    | Boldklubben 1903    | 2–1 | 4–4    | 6–5     |
| 1978/79 | Puchar UEFA               | 2R    | Esbjerg fB          | 0–2 | 1–4    | 1–6     |
| 1980/81 | Puchar UEFA               | 1R    | AS Saint-Étienne    | 0–7 | 0–7    | 0–14    |
| 1990/91 | Puchar Zdobywców Pucharów | 1R    | Dynamo Kijów        | 2–2 | 0–4    | 2–6     |

### 2001–2020
| Sezon   | Rozgrywki   | Runda | Przeciwnik       | Dom | Wyjazd | Ogólnie |
| ------- | ----------- | ----- | ---------------- | --- | ------ | ------- |
| 2011/12 | Liga Europy | 2Q    | Gaz Metan Mediaș | 1–0 | 0–2    | 1–2     |
| 2012/13 | Liga Europy | 1Q    | Llanelli         | 2–1 | 1–1    | 3–2     |
| 2012/13 | Liga Europy | 2Q    | Maccabi Netanja  | 0–1 | 2–1    | 2–2, w. |
| 2012/13 | Liga Europy | 3Q    | Bursaspor        | 1–0 | 0–6    | 1–6     |
| 2018/19 | Liga Europy | 1Q    | København        | 0–1 | 1–1    | 1–2     |
| 2019/20 | Liga Europy | 1Q    | FK Witebsk       | 2–0 | 1–1    | 3–1     |
| 2019/20 | Liga Europy | 2Q    | Legia Warszawa   | 0–0 | 0–1    | 0–1     |

### 2021–
| Sezon   | Rozgrywki               | Runda | Przeciwnik        | Dom             | Wyjazd          | Ogólnie         |
| ------- | ----------------------- | ----- | ----------------- | --------------- | --------------- | --------------- |
| 2020/21 | Liga Mistrzów           | 1Q    | Molde             | 0–5 (W)         | 0–5 (W)         | 0–5 (W)         |
| 2020/21 | Liga Europy             | 2Q    | Slovan Bratysława | 1–1 (D), k: 4–3 | 1–1 (D), k: 4–3 | 1–1 (D), k: 4–3 |
| 2020/21 | Liga Europy             | 3Q    | Sūduva Mariampol  | 2–0 (D)         | 2–0 (D)         | 2–0 (D)         |
| 2020/21 | Liga Europy             | PO    | CFR 1907 Cluj     | 1–3 (W)         | 1–3 (W)         | 1–3 (W)         |
| 2021/22 | Liga Konferencji Europy | 1Q    | Noah Erywań       | 5–0             | 0–1             | 5–1             |
| 2021/22 | Liga Konferencji Europy | 2Q    | Worskła Połtawa   | 2–2             | 3–2             | 5–4, Dogr.      |
| 2021/22 | Liga Konferencji Europy | 3Q    | FK Astana         | 1–1             | 4–3             | 5–4             |
| 2021/22 | Liga Konferencji Europy | PO    | Union Berlin      | 0–4             | 0–0             | 0–4             |
| 2022/23 | Liga Konferencji Europy | 1Q    | Dila Gori         | 2–0             | 0–0             | 2–0             |
| 2022/23 | Liga Konferencji Europy | 2Q    | Milsami Orgiejów  | 2–2             | 4–1             | 6–3             |
| 2022/23 | Liga Konferencji Europy | 3Q    | BSC Young Boys    | 0–2             | 0–3             | 0–5             |
| 2023/24 | Liga Konferencji Europy | 2Q    | Derry City        | 3–3             | 1–2             | 4–5             |
| 2024/25 | Liga Konferencji        | 1Q    | UNA Strassen      | 5–0             | 0–0             | 5–0             |
| 2024/25 | Liga Konferencji        | 2Q    | Tromsø IL         | 0–1             | 0–1             | 0–2             |
| 2025/26 | Liga Mistrzów           | 1Q    | Milsami Orgiejów  | 1–0             | 0–0             | 1–0             |
| 2025/26 | Liga Mistrzów           | 2Q    | Kajrat Ałmaty     | 2–0             | 0–3             | 2–3             |
| 2025/26 | Liga Europy             | 3Q    | FK RFS            | 1–0             | 2–1             | 3–1             |
| 2025/26 | Liga Europy             | PO    | FC Midtjylland    | –               | –               | –               |